# Arte feminista

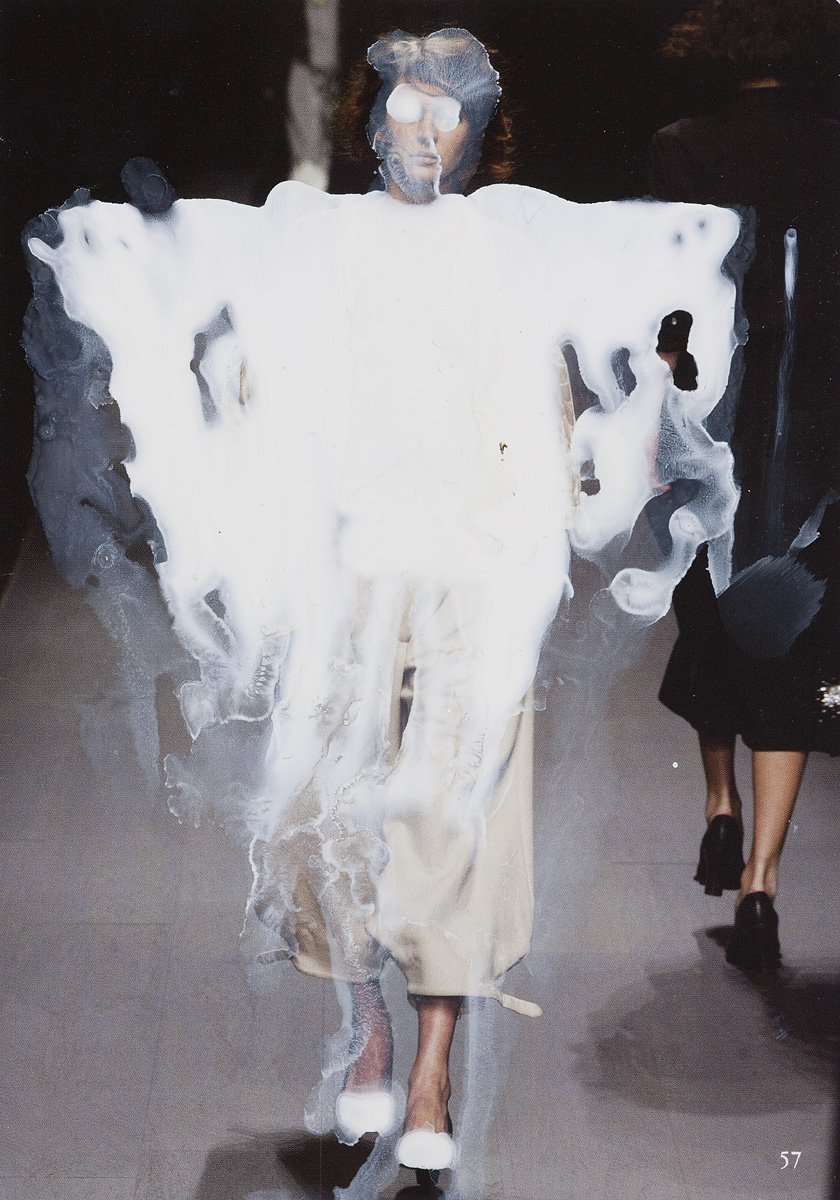
Mary Schepisi, Belleza interrumpida, 2011.

El movimiento de arte y de crítica de arte feminista emergió en los años sesenta y se consolidó a lo largo de los setenta como parte del movimiento feminista más amplio, enfocándose en examinar la representación de las mujeres en el arte y del arte producido por mujeres. Su desarrollo continúa hasta la actualidad. Abarca el estudio de los esfuerzos y logros del movimiento feminista para hacer más visible el arte realizado por mujeres dentro de la historia del arte y la práctica artística; asimismo, examina conceptos y temas de la crítica de arte desde la óptica feminista, tales como la representación, las estrategias materiales y la estética. 
Ha de diferenciarse el «arte hecho por mujeres», que puede ser exactamente igual, en cuanto a temas y géneros, al de otras tradiciones, de lo que es un «arte feminista», que pretende ser diferente, tratar otros temas y alterar los valores tradicionales en el arte.

## Historia
En el año 1971 Linda Nochlin publica su ya célebre ensayo ¿Por qué no han existido grandes artistas mujeres? Allí, Nochlin ponía en jaque la noción de genio y el canon masculino que habían regido y estructurado la disciplina desde las Vite de Vasari. Es interesante recordar su argumento: «En el campo de la historia del arte, el punto de vista del hombre blanco occidental, inconscientemente aceptado como EL punto de vista del historiador de arte, resulta inadecuado no solo por razones morales o éticas, o porque sea elitista, sino en su sentido puramente intelectual». Con este texto se inaugura un campo de investigación que pretende generar conciencia colectiva sobre el papel de las mujeres en el arte, desde la representación de la misma como "modelo" hasta las producciones hechas por mujeres, pasando por los lugares que estas ocupan dentro de las instituciones artísticas, sus temáticas y técnicas de trabajo.[cita requerida]
La creciente preeminencia de mujeres artistas dentro de la historia del arte, así como en la práctica artística contemporánea, puede atribuirse a este movimiento.[cita requerida]
Algunos temas presentes en este movimiento suelen excluirse en otros movimientos de arte, como las funciones biológicas femeninas, su sexualidad o la maternidad. Es por lo tanto un arte político, heredero de la consigna "Lo personal es político", un arte hecho por mujeres, sobre las mujeres y su situación social, tratando temas como la violación, el racismo o las condiciones laborales. Los medios fueron diversos, desde el performance, las técnicas tradicionales del dibujo y la pintura, incorporando nuevas materialidades históricamente asociadas a las labores femeninas como el bordado, telas, papel recortado o el patchwork. Estas se extraen desde la intimidad del hogar hacia la esfera pública del museo o la galería.[cita requerida]
1972 Womanhouse, curadoras Judy Chicago y Myriam Shapiro, Instituto de las Artes California
Dentro del arte feminista destaca la corriente pattern painting (pintura de patrones y decorativa o pattern & decoration). Su nombre deriva de pattern, patrón o motivo decorativo. Fue una corriente que nace de un grupo de artistas californianas opuestas al minimalismo, que usaron técnicas artesanales de naturaleza «femenina». Esta tendencia está personificada por Tony Robbin, Valérie Jaudon y Myriam Schapiro.[cita requerida]
1976 Women Artists (Mujeres artistas): 1550 - 1950, curadoras Linda Nochlin y Ann Sutherland Harris, Museo Federal de Los Ángeles 
1977 Inauguración del New Museum de Arte Contemporáneo, fundado por Marcia Tucker, N.Y. 
1985, Aparición de las Guerrilla Girls, N.Y. 
1996 Sexual Politics exhibition, curadora Amelia Jones, Armand Hammer Museum and Cultural Center L.A. 
2007 Wack! Art and the Feminist Revolution, curadora Connie Butler, Moca Los Angeles 
Wack! Art and the Feminist Revolution, (2007) con Connie Butler como curadora para el MOCA de Los Ángeles, fue la primera exposición, general e histórica, que examinó los fundamentos internacionales y el legado del arte feminista. Se centra en el periodo 1965–1980, durante el cual ocurrió la mayor parte del activismo feminista. La exposición incluye obras de 120 artistas de los Estados Unidos, Europa Central y oriental, Iberoamérica, Asia, Canadá, Australia, y Nueva Zelanda.[cita requerida]
2007, Global Feminisms, curadoras Maura Reilly y Linda Nochlin, Brooklyn Museum, N.Y.
2009 Elles@centrepompidou, curadora Camille Morineau, Centro de Arte Georges Pompidou, París
2013 Genealogías feministas en el arte español: 1960 - 2010, curadores Patricia Mayayo y Juan Vicente Aliaga, MUSAC, León
2017 Radical women. Latin American Art, 1960 - 1985, curadoras Cecilia Fajardo-Hill y Andrea Giunta, Hammer Museum, L.A

## Artistas
- Colectivo Art Femmes: Aline Dallier y François Eliet, colectivo que se opuso a la exposición Féminine-dialogue celebrada en 1975, Año Internacional de la Mujer.
- Eleonor Antin
- Louise Bourgeois
- Isabelle Champion-Métadier
- Monica Mayer
- Judy Chicago
- Camille Claudel
- Jacqueline Dauriac
- Valie Export
- Esther Ferrer
- Margaret Harrisson
- Valérie Jaudon
- Joan Jonas
- Mary Kelly
- Suzanne Lacy
- Sheila Levrant de Bretteville
- Léa Lublin
- Ana Mendieta
- Annette Messager
- Kate Millett
- Georgia O'Keeffe
- Letícia Parente
- Adrián Piper
- Arlene Raven
- Martha Rosler
- Miriam Schapiro, pattern painting
- Carolee Schneemann
- Mónica Sjoo
- Nancy Spero
- Eleanor Tufts
- Faith Wilding
- June Wayne
- Mary Yates
- Guerrilla girls
- Yayoi Kusama
- Sara Fitta
- Barbara Bodichon
- Teresa Serrano